# Данска на Светском првенству у атлетици у дворани 2012.
Данска је учествовала на Светском првенству у атлетици у дворани 2012. одржаном у Истанбулу од 9. до 11. марта четрнаести пут, односно учествовала је на свим првенствима до данас. Репрезентацију Данске представљала су два такмичара (1 мушкарац и 1 жена), који су се такмичили у две дисциплине.
Данска није освојила ниједну медаљу нити је остварила неки рекорд.

## Учесници
| Мушкарци: - Ким Кристенсен — Бацање кугле | Жене: - Каролина Бонд Холм — Скок мотком |  |

## Резултати

### Мушкарци
| Атлетичар      | Дисциплина   | Лични рекорд | Квалификација | Квалификација | Финале               | Финале  | Детаљи |
| Атлетичар      | Дисциплина   | Лични рекорд | Резултат      | Место         | Резултат             | Место   | Детаљи |
| -------------- | ------------ | ------------ | ------------- | ------------- | -------------------- | ------- | ------ |
| Ким Кристенсен | Бацање кугле | 20,39        | 18,87         | 19            | Није се квалификовао | 19 / 23 |        |

### Жене
| Атлетичарка        | Дисциплина  | Лични рекорд | Квалификација | Квалификација | Финале                | Финале                | Детаљи |
| Атлетичарка        | Дисциплина  | Лични рекорд | Резултат      | Место         | Резултат              | Место                 | Детаљи |
| ------------------ | ----------- | ------------ | ------------- | ------------- | --------------------- | --------------------- | ------ |
| Каролина Бонд Холм | Скок мотком | 4,42 НР      | Без пласмана  | Без пласмана  | Није се квалификовала | Није се квалификовала |        |